# Unabhängigkeitsreferendum in Estland 1991
Am 3. März 1991 fand ein Unabhängigkeitsreferendum in Estland  statt, parallel zu einem ähnlichen Referendum in der Lettischen SSR am gleichen Tag. Mehr als 70 % der Abstimmenden stimmten für die Unabhängigkeit. Nach dem Augustputsch in Moskau erklärte Estland am 21. August 1991 seine Unabhängigkeit, was von der Sowjetunion am 6. September 1991 anerkannt wurde.

## Hintergrund
Estland wurde 1940 von der Sowjetunion annektiert und war als Estnische Sozialistische Sowjetrepublik für die nächsten 50 Jahre eine Unionsrepublik der UdSSR. Am 16. November 1988 erklärte der gewählte Oberste Sowjet der Estnischen SSR die Souveränität Estlands. Um dem sowjetischen Referendum vom 17. März 1991 über die Verabschiedung des neuen Unionsvertrags zuvorzukommen, wurde für den 3. März 1991 ein Referendum über die Unabhängigkeit Estland angesetzt.

## Frage
| Deutsch                                                                                    | Estnisch                                                                        |
| ------------------------------------------------------------------------------------------ | ------------------------------------------------------------------------------- |
| Wünschen Sie die Wiederherstellung der staatlichen Unabhängigkeit der Estnischen Republik? | Kas teie tahate Eesti Vabariigi riikliku iseseisvuse ja sõltumatuse taastamist? |

## Ergebnis
|                                     | Stimmen   | %      |
| ----------------------------------- | --------- | ------ |
| Ja                                  | 737.964   | 78,41  |
| Nein                                | 203.199   | 21,57  |
| Gesamt                              | 941.163   | 100,00 |
| Gültige Stimmen                     | 941.163   | 99,27  |
| Ungültige oder leere Stimmzettel    | 6.967     | 0,73   |
| Gesamt                              | 948.130   | 100,00 |
| Registrierte Wähler/Wahlbeteiligung | 1.144.309 | 82,96  |
| Quelle: SUDD                        |           |        |